# Fausto Cecconi
Fausto Cecconi (Monterotondo, 13 settembre 1904 – Tirrenia, 19 marzo 1931) è stato un militare e aviatore italiano, che il 2 giugno 1930, insieme al tenente colonnello Umberto Maddalena, conquistò con un Savoia-Marchetti S.64, il primato mondiale di durata e di distanza in circuito chiuso segnando 67 ore e 13 minuti di volo senza sosta, con 8 188 km e 800 metri di percorrenza. Nel dicembre del 1930 partecipa alla Crociera aerea transatlantica Italia-Brasile.

## Biografia

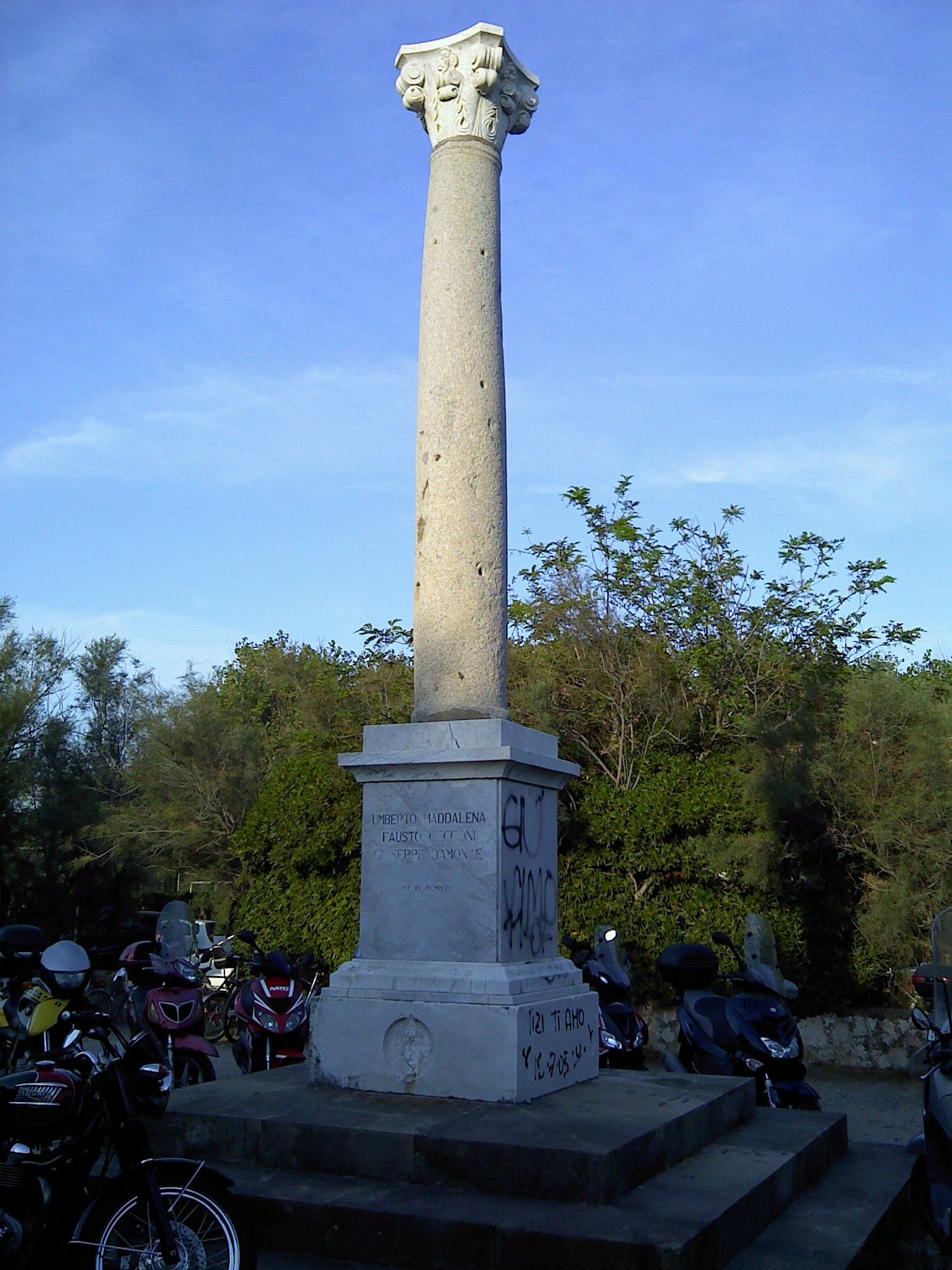
Colonna commemorativa del disastro.

Nacque a Monterotondo il 13 settembre 1904, figlio secondogenito di Bernardo Cecconi e Caterina D'Orazi. Dopo aver completato le scuole elementari a Monterotondo, nel 1911 si trasferì ad Amelia per completare gli studi. Nel 1922 si iscrisse ai Fasci di Combattimento di Monterotondo, conseguendo poi il diploma presso l'Istituto Tecnico Industriale di Fermo nel corso del 1923.

### Capocorso del corso Aquila in Accademia Aeronautica

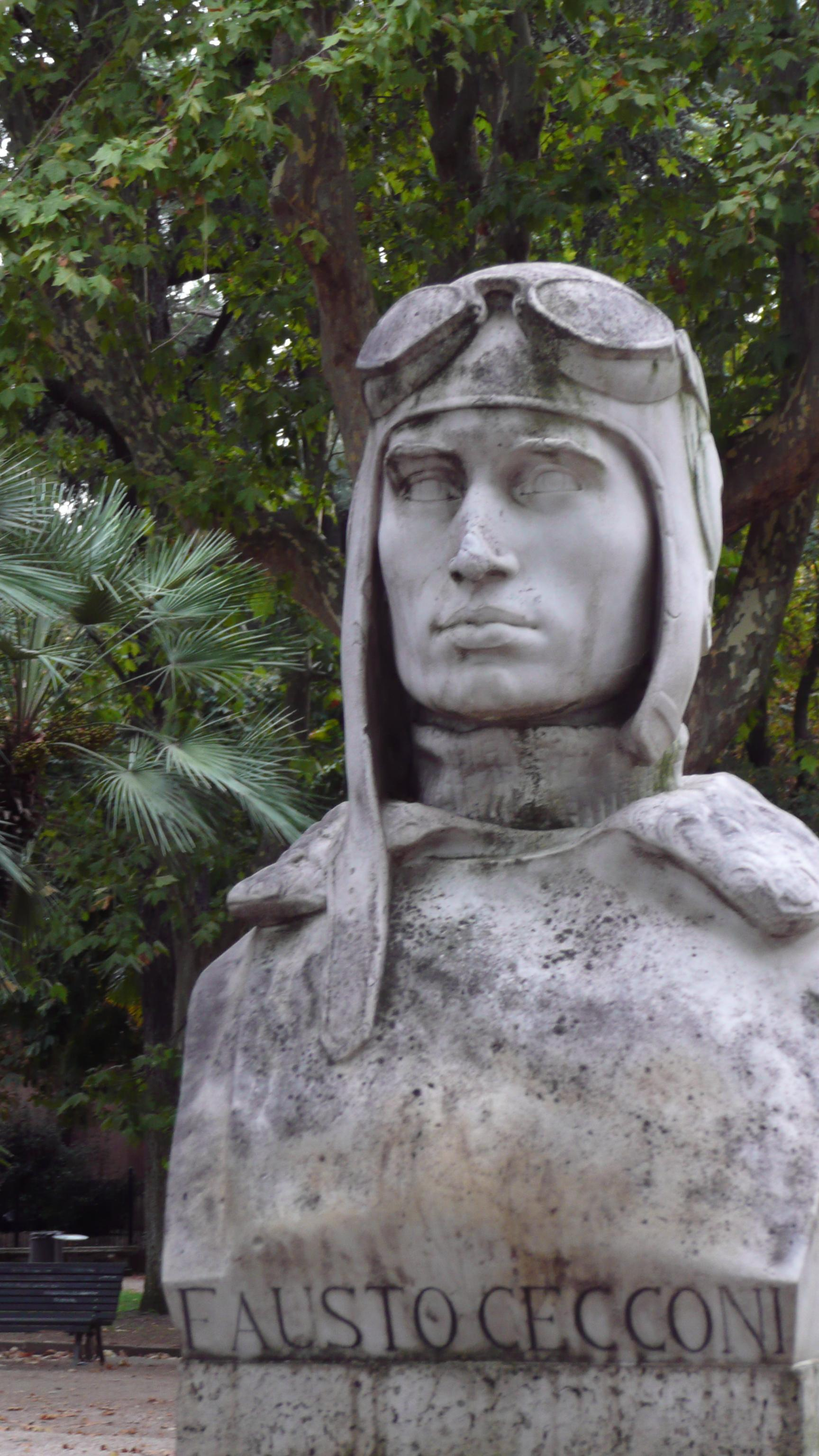
Busto commemorativo del capitano pilota Fausto Cecconi.

Nello stesso anno si arruolò nella neo costituita Regia Aeronautica, venendo ammesso a frequentare la Regia Accademia Aeronautica appena istituita nella sede iniziale di Livorno, che condivideva provvisoriamente la struttura con la preesistente Accademia Navale. Cecconi faceva parte del primo corso dell'Accademia, battezzato "Aquila", e poiché risultava il primo della graduatoria, nella sua veste di capocorso, il 28 marzo 1926 ricevette dall'allora comandante dell'accademia, colonnello Giuseppe Valle, la bandiera di istituto consegnata dal Re Vittorio Emanuele III. Nel 1926, al termine dei tre anni di corso, fu nominato sottotenente. Nel 1927 divenne pilota d'aeroplano conseguendo il brevetto su biplano Ansaldo S.V.A., e nello stesso anno conseguì anche il brevetto di pilota militare su velivolo Ansaldo A.330/4.
Insieme a 12 aerei, comandati da Italo Balbo, partecipò alla crociera Roma-Berlino-Londra. Il 2 giugno 1930 conquistò insieme al tenente colonnello Umberto Maddalena, con un velivolo Savoia-Marchetti S.64, il primato mondiale di durata e di distanza in circuito chiuso volo senza sosta per 67 ore e 13 minuti di volo, percorrendo 8 188 km e 800 metri. Nel dicembre del 1930 prese parte alla Crociera aerea transatlantica Italia-Brasile, venendo poi promosso capitano per meriti speciali.

### La morte
Cecconi rimase ucciso il 19 marzo 1931 a causa dell'esplosione in volo dello S.64 Bis con il quale stava effettuando un normale volo di trasferimento da Cinisello Balsamo a Montecelio. Comandante dell'aereo era il tenente colonnello Maddalena che era in procinto di iniziare una trasvolata da record. Sull'aereo vi era anche il sottotenente motorista Giuseppe Da Monte. Il corpo di Maddalena non venne mai rinvenuto, al contrario di quello dei due compagni di equipaggio.
In ricordo della tragedia, in prossimità di dove avvenne l'incidente, sono intitolati i Bagni Maddalena ove si trova anche una colonna commemorativa (proveniente dalla demolizione della vecchia chiesa di San Lorenzo in Kinzica, una volta presente in Piazza Chiara Gambacorti a Pisa.
Dopo che la commissione di inchiesta appositamente istituita per indagare sulle cause del disastro venne in possesso di tutte le parti del velivolo recuperate, e dei verbali dei testimoni che assistettero all'incidente, due furono ritenute le cause più probabili: la rottura della coda a causa di oscillazioni irregolari, già verificatosi raramente nell'S.55 del quale l'S.64 manteneva la struttura a doppia trave di coda e l'esplosione provocata da un accumulo nella parte inferiore della cabina di pilotaggio di vapori infiammabili generati dalle esalazioni del combustibile. Maddalena era un irriducibile fumatore e non riusciva ad astenersi dal consumare le sue sigarette neppure durante il volo. I danni erano compatibili con una detonazione per ignizione a causa dell'accensione di un fiammifero.
Nell'ottobre 1937 venne assegnata a Fausto Cecconi la Medaglia d'oro al valore aeronautico alla memoria.

### Dediche e riconoscimenti

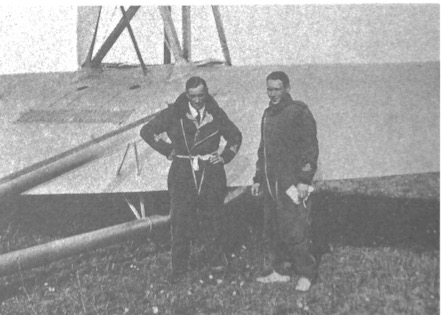
Umberto Maddalena e Fausto Cecconi accanto al Savoia-Marchetti S.64b nel gennaio 1931.

A Fausto Cecconi è intitolato lo stadio di Monterotondo, una scuola elementare  e media nel quartiere romano di Centocelle e numerose vie, tra cui a Monterotondo, Mentana, Frascati, Capena, Uboldo, Massa d'Albe, Corato e Guidonia Montecelio.
Il portale web dell'Aeronautica Militare ha proposto una pagina, intitolata "I grandi aviatori", dove vengono citate le maggiori personalità storiche dell'aviazione italiana, ponendo Cecconi tra di esse.

### Annotazioni
1. ↑  Alcuni pescatori che stavano lavando le reti al largo della costa tirrenica, all'altezza di Calambrone.

### Fonti
1. 1 2 3 4 5 6 7  Mancini 1936, p. 169.
2. 1 2  Trotta 1978, p.47 , dati tratti da Testo delle motivazioni di concessioni delle Medaglie d'Oro al Valor Aeronautico.
3. 1 2 3  Ferrante 2011, p. 111.
4. 1 2 3  Ferrante 2011, p. 108.
5. ↑  Ferrante 2011, p. 104.
6. ↑   I grandi aviatori, in aeronautica.difesa.it. URL consultato il 31 maggio 2013 (archiviato dall'url originale il 30 giugno 2013).
7. ↑  Bollettino Ufficiale 1937, disp. 45, pag. 1025.